# European Society of Cardiology
De European Society of Cardiology (ESC), opgericht in 1950, is een Europese vereniging van beroepsbeoefenaren in de gezondheidszorg die zich met de cardiologie bezighouden. Het ledental wordt geschat op meer dan 62.000. De organisatie houdt zich bezig met onderwijs aan beroepsbeoefenaren en met publieksvoorlichting. Sinds 1952 organiseert ze ook congressen, die sinds 1988 jaarlijks gehouden worden en tienduizenden deelnemers tellen. De ESC geeft 8 wetenschappelijke tijdschriften uit:
- Cardiovascular Research
- Europace
- European Heart Journal
- European Heart Journal - Acute Cardiovascular Care
- European Heart Journal - Cardiovascular Imaging
- European Journal of Cardiovascular Nursing
- European Journal of Heart Failure
- European Journal of Preventive Cardiology

De ESC is gevestigd in het European Heart House in het Franse Sophia Antipolis. Dit gebouw dient als locatie voor vergaderingen en cursussen, en huisvest de administratie van de ESC.

## Geschiedenis
De fundamenten van de ESC werden gelegd tijdens een vergadering op 29 januari 1949 in Brussel, waar 14 nationale verenigingen van cardiologen een voorlopig reglement opstelden en een bestuur kozen, met Gustav Nylin als voorzitter. Hij zou voorzitter van de ESC blijven tot 1956. De eerste algemene ledenvergadering werd gehouden in 1950.
Het eerste tijdschrift uitgegeven door de ESC, het European Heart Journal, werd gelanceerd in 1980.
Het hoofdkwartier van de ESC, het European Heart House, werd geopend op 31 augustus 1993.